# Xã Maple River, Quận Cass, Bắc Dakota
Xã Maple River (tiếng Anh: Maple River Township) là một xã thuộc quận Cass, tiểu bang Bắc Dakota, Hoa Kỳ. Năm 2010, dân số của xã này là 128 người.